# Blues Albums
De Blues Albums (ook wel Top Blues Albums) is een hitlijst die gepubliceerd wordt door Billboard. De lijst omvat statistieken van bluesalbums die populair zijn in de Verenigde Staten. De gegevens zijn gebaseerd op verkoopcijfers, die samengesteld zijn door Nielsen SoundScan.